# SHK Veselí nad Moravou
Sportovní házenkářský klub Veselí nad Moravou je český házenkářský klub, který sídlí ve městě Veselí nad Moravou. Je účastníkem české ženské extraligy a česko-slovenské interligy (WHIL). Byl založen v roce 1984, v roce 1993 vznikl ženský oddíl, který od roku 1994 hraje nepřetržitě nejvyšší soutěž. V letech 2006, 2009 a 2011 získal titul mistra České republiky, v letech 2009 a 2011 vyhrál Český pohár v házené žen a v roce 2012 vyhrál interligu. Mezinárodním úspěchem bylo třetí kolo Poháru vítězů pohárů v sezóně 2011/12. Poslední úspěch bylo 3. místo v Českém poháru vítězů v roce 2017 a 3. místo v tabulce českých týmů v r. 2018.

## Bývalé názvy
- HC Sport Slokov Veselí nad Moravou
- HK Britterm Veselí nad Moravou
- SHK Veselí nad Moravou